# Robin Givens
Robin Simone Givens (* 27. November 1964 in New York City, New York) ist eine US-amerikanische Schauspielerin.

## Leben
Der Vater von Robin Givens, Reuben Givens, verließ die Familie, als sie noch ein Kind war. Sie spielte zuerst Violine, dann widmete sie sich der Schauspielkunst. Sie studierte an der New Yorker American Academy of Dramatic Arts und am Sarah Lawrence College.
Givens trat im Jahr 1985 in der Bill-Cosby-Show auf. Im Fernsehdrama Der Callgirl Club (1986) spielte sie an der Seite von Faye Dunaway. Im Fernsehthriller Stunden der Angst (1989) übernahm sie die Hauptrolle. In der Krimikomödie Harlem Action – Eine schwarze Komödie (1991) spielte sie an der Seite von Forest Whitaker, in der Komödie Boomerang (1992) trat sie neben Eddie Murphy in einer der Hauptrollen auf. Im Jahr 1991 erhielt sie die Auszeichnung Female Star of Tomorrow der ShoWest Convention.
In der Komödie Bittersüße Küsse (1994) spielte Givens erneut eine der Hauptrollen. Für die Rolle im Fernsehdrama Hollywood Wives: The New Generation (2003), in dem sie neben Farrah Fawcett auftrat, wurde sie 2004 für den Black Reel Award nominiert.
Seit 2017 verkörpert sie die Rolle der Bürgermeisterin Sierra McCoy der fiktiven Stadt Riverdale in der gleichnamigen Netflix-Serie. Auch 2017 hatte sie einen Gastauftritt in der siebten Staffel der Serie Once Upon a Time, in der sie die Rolle der Eudora, Mutter von Prinzessin Tiana, verkörperte.
Givens war in den Jahren 1988 bis 1989 mit Mike Tyson verheiratet. Im Jahr 1997 heiratete sie Svetozar Marinkovic. Sie hat zwei in den Jahren 1992 und 1999 geborene Söhne.

## Filmografie (Auswahl)
- 1986: Der Callgirl Club (Beverly Hills Madam)
- 1989: Stunden der Angst (The Penthouse)
- 1989: The Women of Brewster Place
- 1991: Harlem Action – Eine schwarze Komödie (A Rage in Harlem)
- 1992: Boomerang
- 1994: Bittersüße Küsse (Foreign Student)
- 1994: Blankman
- 1995: Tatort Schlafzimmer
- 1995: Der Prinz von Bel-Air (Fernsehserie, Folge Cold Feet, Hot Body)
- 1996: Schmerzen der Schönheit (A Face to Die For)
- 1996–1998: Sparks & Sparks (Fernsehserie, 40 Folgen)
- 2000: Everything’s Jake
- 2000: The Expendables (Fernsehfilm)
- 2001: Codename – Elite (The Elite)
- 2003: A Good Night to Die
- 2003: Head of State
- 2003: Hollywood Wives: The New Generation
- 2007–2008: House of Payne (Fernsehserie, 6 Folgen)
- 2008: The Family That Preys
- 2009: Little Hercules
- 2014: Airplane vs. Volcano
- 2016: Gott ist nicht tot 2 (God’s Not Dead 2)
- 2016: Man Seeking Woman (Fernsehserie, 1 Folge)
- 2016: Definitely Divorcing
- 2016: The Perfect Match
- 2016: Lucifer (Fernsehserie, 1 Folge)
- 2017: About Him: The Revolution (Fernsehserie, 5 Folgen)
- 2017: Malibu Dan the Family Man (Fernsehserie, 4 Folgen)
- 2017–2019, 2021: Riverdale (Fernsehserie, 29 Folgen)
- 2017–2018: Once Upon a Time – Es war einmal … (Once Upon a Time, Fernsehserie, 2 Folgen)
- 2018: The Products of the American Ghetto
- 2018: Dreams I Never Had
- 2018: Saints & Sinners (Fernsehserie, 5 Folgen)
- 2018: Reich und Schön (Fernsehserie, 14 Folgen)
- 2018: God Bless the Broken Road
- 2018: Never Heard
- 2019: L. A. Rebels – Ausbruch der Gewalt (Gully)
- 2019: The Fix (Fernsehserie, 10 Folgen)
- 2019: Ambitions (Fernsehserie, 18 Folgen)
- 2020: The Sin Choice
- 2020: Dear Christmas (Fernsehfilm)
- 2021: Head of the Class (Fernsehserie, 2 Folgen)
- 2021: Last Looks
- 2021: Queens (Fernsehserie, 1 Folge)
- 2021–2022: Batwoman (Fernsehserie)
- 2022: He’s Not Worth Dying For (Fernsehfilm)
- 2022: Kimi
- 2022: A New Diva’s Christmas Carol (Fernsehfilm)
- 2023: Christmas Rescue (Fernsehfilm)
- 2024: Elsbeth (Fernsehserie, 1 Folge, Regie)